# Hypostomus itacua
Hypostomus itacua är en fiskart som beskrevs av Valenciennes, 1836. Hypostomus itacua ingår i släktet Hypostomus och familjen Loricariidae. Inga underarter finns listade i Catalogue of Life.